# Phaonia platysurstylus
Phaonia platysurstylus är en tvåvingeart som beskrevs av Xue och Wang 2009. Phaonia platysurstylus ingår i släktet Phaonia och familjen husflugor.
Artens utbredningsområde är Yunnan (Kina). Inga underarter finns listade i Catalogue of Life.